# Da Vinci (stacja telewizyjna)
Da Vinci (wcześniej Da Vinci Learning) – edukacyjna stacja telewizyjna przeznaczona dla dzieci i młodzieży, założona przez Ferdynanda Habsburga, stryjecznego wnuka ostatniego władcy Austro-Węgier Karola I Habsburga. W listopadzie 2010 posiadała 5 mln abonentów w 12 krajach.
W Polsce, Turcji, Rumunii, Bułgarii, Rosji, Macedonii, Słowenii, na Ukrainie oraz Węgrzech, stacja pojawiła się 15 września 2007 o godzinie 9.00. Stacja skupia się na tematyce przyrodniczej, społecznej, naukach o Ziemi i naukach społecznych. Nadaje magazyny naukowe, filmy dokumentalne oraz seriale popularnonaukowe. 1 maja 2013 roku wprowadzono nowe logo antenowe oraz odświeżono wizerunek stacji. 1 kwietnia 2014 roku kanał zakończył nadawanie w wersji 4:3 i przeszło na wersję 16:9. 1 września 2017 roku kanał rozpoczął reklamy w ofercie Polsat Media. Począwszy od 2018 r. stacja Da Vinci Learning zmieniła nazwę na Da Vinci. 15 stycznia 2018 roku kanał rozpoczął nadawanie w jakości HD (odbiór możliwy u operatorów kablowych).

## Programy

### Dla dzieci
- Było sobie życie
- Był sobie człowiek
- Byli sobie odkrywcy
- Były sobie odkrycia
- Były sobie Ameryki
- Proszę o naukę
- Einsteinek
- Marvi Hammer
- Artzooka
- Magija
- Zręczne pomysły
- Wymyśl to!
- Co i jak
- World ahoy
- Doki[5]

### Seriale rodzinne
- Ekspres naukowców
- Naukowa chata
- Surowa nauka
- To całkiem łatwe
- Okropne historie

### Magazyny naukowe
- Going Great
- Kwant
- Katalizator
- NOVA Nauka dzisiaj

### Filmy dokumentalne
- Technologia przyrody
- Dokumentacje serii NOVA
- What Will They Think of Next!

### Reality show
- Ślad
- Nasz nowy dom
- Czy jesteś tak mądry jak ja?

## Dostępność
- Polsat Box – pozycja 170
- UPC – pozycja 674